# Alstom Petite-Forêt

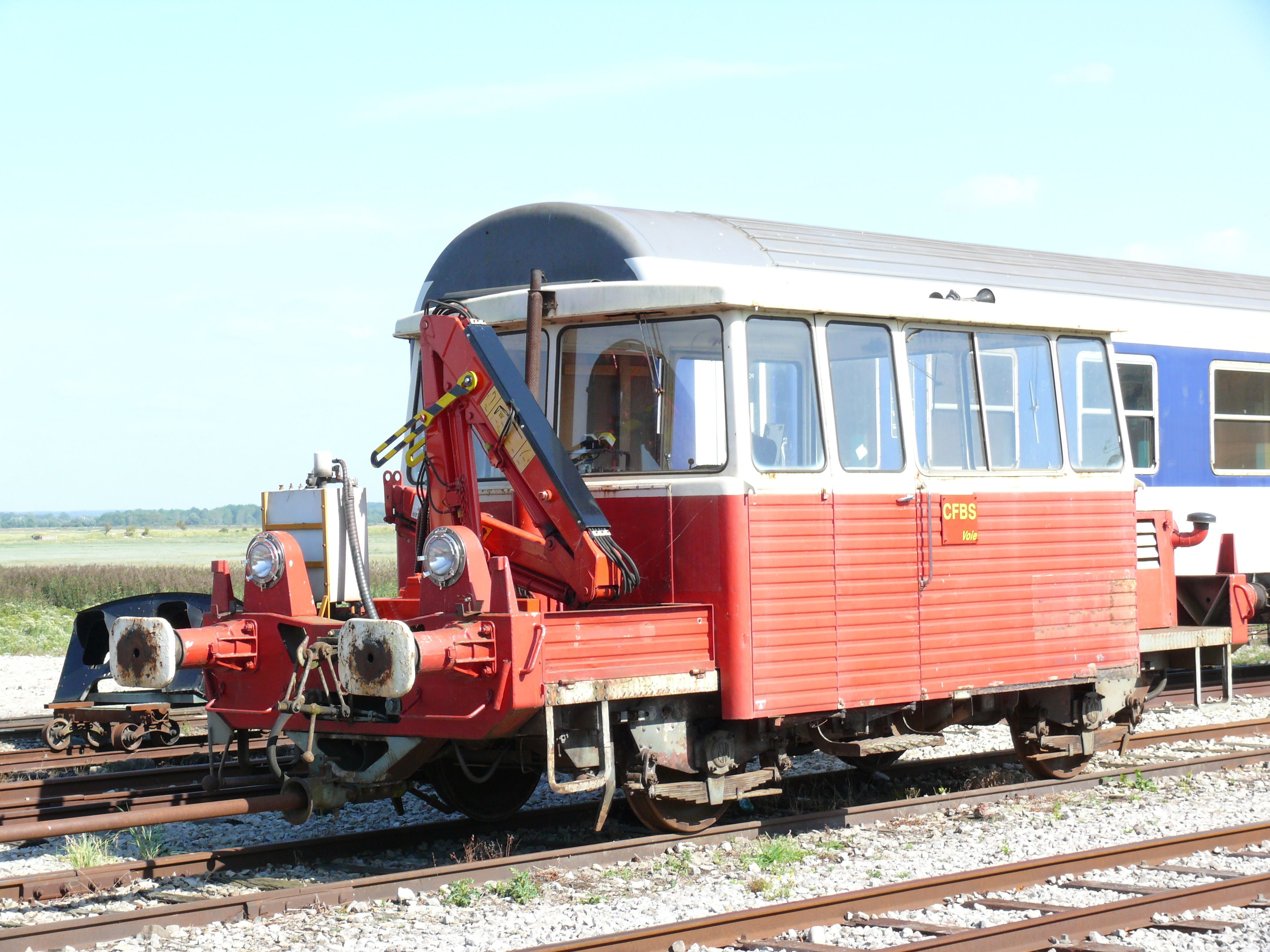
Draisine type DU 65 n°046, ex-SNCF, préservée par le CFBS.

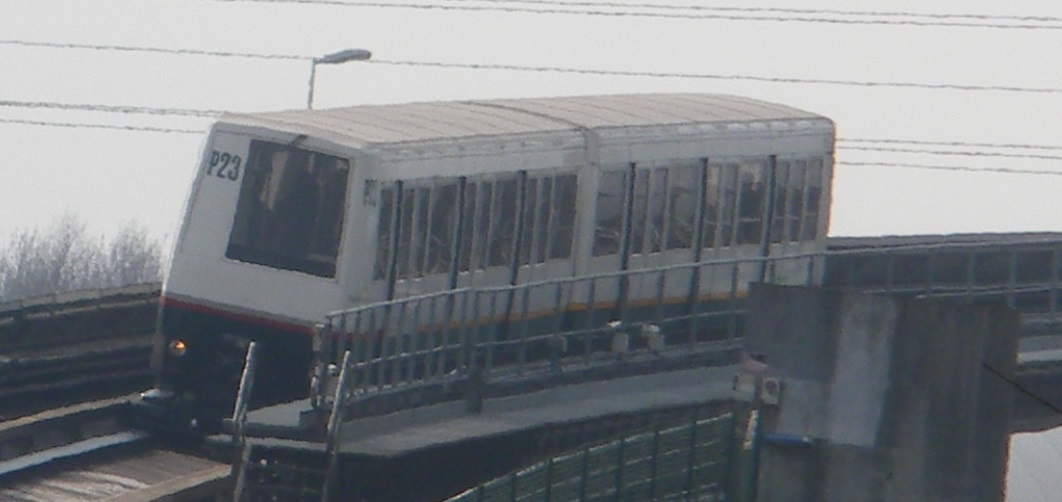
Véhicule automatique léger (VAL).

L'usine Alstom de Petite-Forêt est une usine de construction ferroviaire d'Alstom, issue d'Alstom VPF, anciennement Compagnie industrielle de matériel de transport (CIMT), une entreprise fondée en 1918.

## Histoire
La CIMT a participé à la construction de matériel ferroviaire, de tramways, métros et de rames RER parisiennes au cours du XXe siècle. Elle fut dirigée par Jean Prouvé entre 1957 et 1968. Elle possédait une usine à Marly-lez-Valenciennes. 
Elle a produit des caisses pour le Véhicule automatique léger (VAL) dans les années 1980.
En 1983, la CIMT est rachetée par Alsthom.
En 1994, l'usine située à Marly-lez-Valenciennes déménage sur le site de Petite-Forêt à Raismes, un ancien site de la Société franco-belge.
En 1998, la CIMT devient Alstom VPF.

## Activités

### Métro sur rail et sur pneus
- 1963 - 1967,1974 : MP 59 : (Métro de Paris)
- 1967 - 1978 : MF 67: (Métro de Paris)
- 1974 : MP 73 : (Métro de Paris)
- 1976 - 1983 : MPM 76 : (Métro de Marseille)
- MP-68 et MP-82 : (Métro de Mexico)
- 1983 : VAL 206 :  (Métro de Lille)
- 1996 - 2002 : MP 89 : (Métro de Paris)
- 1996 - 2003 : NS-93 : (métro de Santiago)
- 2006 : Be 8/8 TL : (métro de Lausanne)
- 2006 - 2017 : MF 01 avec Bombardier : (Métro de Paris)
- 2006 - 2015 : MP 05 : (Métro de Paris)
- Depuis 2018 : MP 14 : (Métro de Paris)
- Depuis 2019 : MR3V et MR6V : (Métro de Paris)
- Depuis 2022 : MF19 : (Métro de Paris)
- Depuis 2022 : Neomma : (Métro de Marseille)

### Matériel suburbain
- 1967 - 1980 MS 61  : (RER A d'Île de France).
- 1982 - 1988 Z 5600 et Z 8800: construction des caisses et aménagement.
- 1988 - 1991 Z 20500 : construction des caisses et aménagement jusqu’à l'intégration de l'usine à GEC-Alsthom en 1991 puis Alstom en 1998.
- 1996 - 2005 : MI 2N : Construction des remorques et assemblage final du train avec les motrices assemblées chez ANF (RER A d'ile de France).
- 2001 - 2004 : Z20900 : Construction des caisses avec Bombardier.
- 2011 - 2017 : MI 09 : Construction des remorques et assemblage final du train avec les motrices assemblées chez Bombardier (RER A d'ile de France).
- Depuis 2020 : Z58000 et Z58500 : Construction des motrices d’extrémités et  assemblage final du train avec les voitures intermédiaires produites sur le site de Crespin.